# Lettre ouverte (film, 1968)
Pour les articles homonymes, voir Lettre ouverte (homonymie).
Pour plus de détails, voir Fiche technique et Distribution.
Lettre ouverte (Ανοιχτή επιστολή (Anichti epistoli)) est un film grec réalisé par Yórgos Stamboulópoulos et sorti en 1968 dans le monde, mais uniquement à la chute des colonels en Grèce.
Prix de la critique au Festival de Locarno 1969.

## Synopsis
Dimitris, 30 ans, est désenchanté. Il travaille dans une librairie où il est sous-payé avant qu'elle ne ferme. Il refuse d'épouser la jeune fille que ses parents lui destinent. Il est amoureux de la jeune bourgeoise, Thaleia, à qui il donne des cours et avec qui il sort le soir. Il rêve de s'exiler. Il rencontre Maria une institutrice idéaliste qui lui redonne espoir et le pousse à s'engager dans l'action pour améliorer la société. Elle donne des cours du soir. Il s'installe avec elle.

## Fiche technique
- Titre : Lettre ouverte
- Titre original : Ανοιχτή επιστολή (Anichti epistoli)
- Réalisation : Yorgos Stamboulopoulos
- Scénario : Yorgos Stamboulopoulos
- Production : Yorgos Stamboulopoulos
- Société de production : Studion Alpha
- Directeur de la photographie : Walter Lassaly
- Montage : Panos Papkyriakopoulos
- Direction artistique : Yorgos Stamboulopoulos
- Costumes :
- Musique : Nikos Mamangakis
- Pays d'origine : Grèce
- Genre : drame social
- Format  : 35 mm, noir et blanc
- Durée : 81 minutes
- Date de sortie : 1968

## Distribution
- Nikiforos Naneris
- Betty Arvaniti (en)
- Eleni Theofilou
- Betty Valassi
- Spyros Olympios
- Dimitris Zeza
- Stávros Tornés